# Heli-Sport CH-7
Heli-Sport CH-7 — лёгкий двухместный вертолёт.
Производится итальянской компанией Helisport с 1996 года, изготовлено уже более 200 вертолётов. Фирма «Heli-Sport S.r.l.», осуществяляющая производство, предлагает КиТ CH-7 «Kompress Charlie», рассчитанный на сборку в объёме 400 чел./часов. Своим появлением вертолёты серии СН обязаны известному аргентинскому конструктору вертолётов Аугусто Сикаре. Сиденья пилота и пассажира расположены тандемно, как на мотоцикле. Каркас сварен из стальных труб, хвостовая часть и полозья алюминиевые. В качестве топлива используется бензин марки Аи-95 (98).

## ТТХ
- Силовая установка: 1 × Rotax 582 мощностью 47,8 кВт или Rotax 912,
- диаметр несущего винта: 5,79 м
- длина: 7,01 м
- высота: 2,05 м
- взлётный вес: 357 кг
- вес пустого: 203 кг
- максимальная скорость: 192 км/ч
- крейсерская скорость: 160 км/ч
- Запас топлива 40 литров
- Продолжительность полета 3 часа 45 мин.

## Сравнение с аналогами
| Модель                | Страна    | Мощность, л.с. | Максимальная взлетная масса, кг | Максимальная скорость, км/ч | Дальность полёта, км | Цена, тысяч дол. США                         |
| --------------------- | --------- | -------------- | ------------------------------- | --------------------------- | -------------------- | -------------------------------------------- |
| «Беркут-М»            | Россия    | 1 х 150        | 830                             | 185                         | 820                  | 200                                          |
| Skyline SL-222        | Украина   | 2 х 90         | 637                             | 194                         | 550                  | 149                                          |
| Skyline SL-231        | Украина   | 1 х 210        | 882                             | 209                         | 600                  | 195                                          |
| АК1-3 «Слава»         | Украина   | 1 х 156        | 650                             | 186                         | 350                  | 150                                          |
| Safari 400            | Канада    | 1 х 180        | 725                             | 160                         | 400                  | 150 (цена набора для самостоятельной сборки) |
| Syton AH130           | Италия    | 1 х 130        | 580                             | 190                         | н/д                  | 247                                          |
| DF Helicopters DF334  | Италия    | 1 х 115        | 500                             | 150                         | 300                  | н/д                                          |
| CH-7 Kompress Charlie | Италия    | 1 х 115        | 450                             | 190                         | 480                  | 115 (цена набора для самостоятельной сборки) |
| Robinson R22          | США       | 1 х 131        | 635                             | 190                         | 385                  | 258                                          |
| Rotorway A600 Talon   | США       | 1 х 167        | 680                             | 185                         | 320                  | 98 (цена набора для самостоятельной сборки)  |
| Sikorsky S-300        | США       | 1 х 190        | 930                             | 176                         | 325                  | 350                                          |
| Eagle Helicycle       | США       | 1 х 150        | 386                             | 177                         | 257                  | 38.5                                         |
| Guimbal Cabri G2      | Франция   | 1 х 145        | 700                             | 185                         | 700                  | 375                                          |
| Cicaré CH-12          | Аргентина | 1 х 180        | 700                             | 205                         | н/д                  | н/д                                          |